# Glyphipterix
Glyphipterix är ett släkte av fjärilar som beskrevs av Jacob Hübner 1825. Glyphipterix ingår i familjen gnuggmalar.

## Bildgalleri

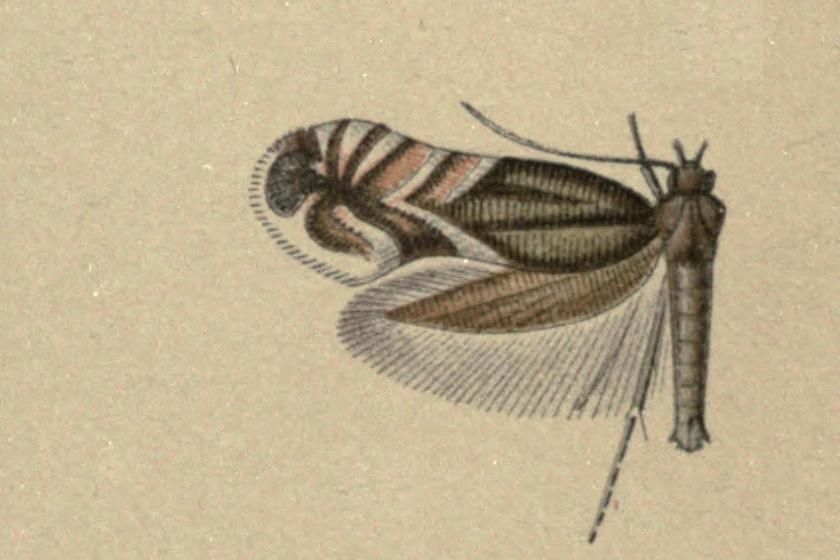

## Dottertaxa tillGlyphipterix, i alfabetisk ordning[1][2]
- Glyphipterix acinacella
- Glyphipterix acronoma
- Glyphipterix acrothecta
- Glyphipterix actinobola
- Glyphipterix aechmiella
- Glyphipterix aenea
- Glyphipterix aereinitidella
- Glyphipterix aerifera
- Glyphipterix affinis
- Glyphipterix aillyella
- Glyphipterix albicostella
- Glyphipterix albimaculella
- Glyphipterix alpha
- Glyphipterix altiorella
- Glyphipterix amblycerella
- Glyphipterix ametris
- Glyphipterix amphipoda
- Glyphipterix amseli
- Glyphipterix anaclastis
- Glyphipterix antidoxa
- Glyphipterix archimedica
- Glyphipterix argophracta
- Glyphipterix argyrelata
- Glyphipterix argyroguttella
- Glyphipterix argyromis
- Glyphipterix argyrotoxa
- Glyphipterix asterias
- Glyphipterix asteriella
- Glyphipterix asteronota
- Glyphipterix astrapaea
- Glyphipterix atelura
- Glyphipterix atristriella
- Glyphipterix aulogramma
- Glyphipterix autoglypta
- Glyphipterix autopetes
- Glyphipterix bactrias
- Glyphipterix barbata
- Glyphipterix basifasciata
- Glyphipterix bergstraesserella
- Glyphipterix beta
- Glyphipterix bicornis
- Glyphipterix bifasciata
- Glyphipterix bifasciella
- Glyphipterix bizonata
- Glyphipterix bohemani
- Glyphipterix brachyaula
- Glyphipterix brachydelta
- Glyphipterix californiae
- Glyphipterix calliactis
- Glyphipterix callicrossa
- Glyphipterix callidelta
- Glyphipterix calliscopa
- Glyphipterix callithea
- Glyphipterix canachodes
- Glyphipterix carenota
- Glyphipterix caudatella
- Glyphipterix cestrota
- Glyphipterix chalceres
- Glyphipterix chalcodaedala
- Glyphipterix chalcostrepta
- Glyphipterix chalcotypa
- Glyphipterix chionosoma
- Glyphipterix chrysallacta
- Glyphipterix chrysolithella
- Glyphipterix chrysoplanetis
- Glyphipterix chrysozona
- Glyphipterix circumscripta
- Glyphipterix cladiella
- Glyphipterix clearcha
- Glyphipterix climacaspis
- Glyphipterix codonias
- Glyphipterix colorata
- Glyphipterix columnaris
- Glyphipterix cometophora
- Glyphipterix compastis
- Glyphipterix conosema
- Glyphipterix convoluta
- Glyphipterix cornigerella
- Glyphipterix crassilunella
- Glyphipterix crinita
- Glyphipterix crotalotis
- Glyphipterix cultrata
- Glyphipterix cyanochalca
- Glyphipterix cyanophracta
- Glyphipterix danilevskii
- Glyphipterix decachrysa
- Glyphipterix deliciosa
- Glyphipterix delta
- Glyphipterix deltodes
- Glyphipterix desideratella
- Glyphipterix desiderella
- Glyphipterix deuterastis
- Glyphipterix diaphora
- Glyphipterix dichalina
- Glyphipterix dichorda
- Glyphipterix diplotoxa
- Glyphipterix ditiorana
- Glyphipterix dolichophyses
- Glyphipterix enclitica
- Glyphipterix epastra
- Glyphipterix equitella
- Glyphipterix erastis
- Glyphipterix erebanassa
- Glyphipterix euastera
- Glyphipterix euleucotoma
- Glyphipterix eumitrella
- Glyphipterix expurgata
- Glyphipterix falcigera
- Glyphipterix fischeriella
- Glyphipterix formosametron
- Glyphipterix formosensis
- Glyphipterix forsterella
- Glyphipterix fortunatella
- Glyphipterix funditrix
- Glyphipterix fuscoviridella
- Glyphipterix fyeslella
- Glyphipterix gamma
- Glyphipterix gaudialis
- Glyphipterix gemmatella
- Glyphipterix gemmipunctella
- Glyphipterix gemmula
- Glyphipterix gianelliella
- Glyphipterix gonoteles
- Glyphipterix grandis
- Glyphipterix grapholithoides
- Glyphipterix gypsonota
- Glyphipterix halimophila
- Glyphipterix haplographa
- Glyphipterix harpogramma
- Glyphipterix haworthana
- Glyphipterix hemipempta
- Glyphipterix holodesma
- Glyphipterix hologramma
- Glyphipterix hyperlampra
- Glyphipterix idiomorpha
- Glyphipterix imparfasciata
- Glyphipterix indomita
- Glyphipterix invicta
- Glyphipterix iocheaera
- Glyphipterix ioclista
- Glyphipterix iometalla
- Glyphipterix isoclista
- Glyphipterix isozela
- Glyphipterix issikii
- Glyphipterix japonicella
- Glyphipterix jezonica
- Glyphipterix lamprocoma
- Glyphipterix lamprosema
- Glyphipterix leptocona
- Glyphipterix leptosema
- Glyphipterix leucargyra
- Glyphipterix leucocerastes
- Glyphipterix leucophragma
- Glyphipterix leucoplaca
- Glyphipterix lineovalvae
- Glyphipterix linneana
- Glyphipterix linneella
- Glyphipterix longistriatella
- Glyphipterix loricatella
- Glyphipterix lucasella
- Glyphipterix lunaris
- Glyphipterix luteocapitella
- Glyphipterix luteomaculata
- Glyphipterix lycnophora
- Glyphipterix lyelliana
- Glyphipterix macraula
- Glyphipterix macrodrachma
- Glyphipterix maculata
- Glyphipterix madagascariensis
- Glyphipterix magnatella
- Glyphipterix majorella
- Glyphipterix marinae
- Glyphipterix maritima
- Glyphipterix marmaropa
- Glyphipterix maschalis
- Glyphipterix medianella
- Glyphipterix medica
- Glyphipterix melania
- Glyphipterix mesaula
- Glyphipterix metasticta
- Glyphipterix meteora
- Glyphipterix metron
- Glyphipterix metronoma
- Glyphipterix miniata
- Glyphipterix molybdastra
- Glyphipterix molybdora
- Glyphipterix monodonta
- Glyphipterix montisella
- Glyphipterix morangella
- Glyphipterix nattani
- Glyphipterix necopina
- Glyphipterix neochorda
- Glyphipterix nephoptera
- Glyphipterix nicaeella
- Glyphipterix nigromarginata
- Glyphipterix nitens
- Glyphipterix nugella
- Glyphipterix octatoma
- Glyphipterix octonaria
- Glyphipterix oculatella
- Glyphipterix okui
- Glyphipterix oligastra
- Glyphipterix orthodeta
- Glyphipterix ortholeuca
- Glyphipterix orthomacha
- Glyphipterix orymagdis
- Glyphipterix oxycopis
- Glyphipterix oxydonta
- Glyphipterix oxytricha
- Glyphipterix palaeomorpha
- Glyphipterix palpella
- Glyphipterix paradisea
- Glyphipterix parazona
- Glyphipterix perfracta
- Glyphipterix perimetalla
- Glyphipterix persica
- Glyphipterix pertenuis
- Glyphipterix pharetropis
- Glyphipterix phosphora
- Glyphipterix pietruskii
- Glyphipterix plagigera
- Glyphipterix plagiographa
- Glyphipterix platydisema
- Glyphipterix platyochra
- Glyphipterix plenella
- Glyphipterix polychroa
- Glyphipterix polyzela
- Glyphipterix protomacra
- Glyphipterix protoscleriae
- Glyphipterix pseudogamma
- Glyphipterix pseudomelania
- Glyphipterix pseudostoma
- Glyphipterix pseudotaiwana
- Glyphipterix psychopa
- Glyphipterix pygmaeella
- Glyphipterix pyristacta
- Glyphipterix pyrogastra
- Glyphipterix pyrophora
- Glyphipterix quadragintapunctata
- Glyphipterix quinqueferella
- Glyphipterix refractella
- Glyphipterix regula
- Glyphipterix reikoae
- Glyphipterix rhanteria
- Glyphipterix rhinoceropa
- Glyphipterix rhodanis
- Glyphipterix rugata
- Glyphipterix sabella
- Glyphipterix saurodonta
- Glyphipterix schoenicolella
- Glyphipterix schultzella
- Glyphipterix scintilella
- Glyphipterix scintilla
- Glyphipterix sclerodes
- Glyphipterix scolias
- Glyphipterix semiflavana
- Glyphipterix semilunaris
- Glyphipterix semisparsa
- Glyphipterix seppella
- Glyphipterix septemstrigella
- Glyphipterix sexguttella
- Glyphipterix similis
- Glyphipterix simplicella
- Glyphipterix simpliciella
- Glyphipterix speculans
- Glyphipterix speculiferella
- Glyphipterix stasichlora
- Glyphipterix stelucha
- Glyphipterix stilata
- Glyphipterix struvei
- Glyphipterix sulcosa
- Glyphipterix suzukii
- Glyphipterix synarma
- Glyphipterix syndecta
- Glyphipterix synorista
- Glyphipterix taiwana
- Glyphipterix talhouki
- Glyphipterix tenuis
- Glyphipterix tetrachrysa
- Glyphipterix tetrasema
- Glyphipterix thrasonella
- Glyphipterix tona
- Glyphipterix transversella
- Glyphipterix treitscheana
- Glyphipterix trigonaspis
- Glyphipterix trigonodes
- Glyphipterix tripedila
- Glyphipterix triplaca
- Glyphipterix tripselena
- Glyphipterix tripselia
- Glyphipterix tungella
- Glyphipterix umbilici
- Glyphipterix uncta
- Glyphipterix unguifera
- Glyphipterix unifasciata
- Glyphipterix variata
- Glyphipterix versicolor
- Glyphipterix virgata
- Glyphipterix voluptella
- Glyphipterix xanthoplecta
- Glyphipterix xyridota
- Glyphipterix zalodisca
- Glyphipterix zelota
- Glyphipterix zermattensis
- Glyphipterix zonella